# Workout Stevie, Workout
Workout Stevie, Workout, ook wel geschreven als Work Out Stevie, Work Out, is een liedje van Stevie Wonder. Het werd geschreven door Clarence Paul en Henry Cosby. Op 13 september 1963 gaf Tamla Records het als single uit, met op de B-kant het instrumentale Monkey Talk. Dat liedje kwam tot stand toen Wonder met Paul, Earl Van Dyke en Johnny Allen in 1963 aan het jammen was. De titel Monkey Talk verwijst naar een droom van Wonder, waarin hij een aap was die Ugg heette en mondharmonica speelde.
Wonder scoorde in augustus 1963 zijn eerste hit met het liedje Fingertips. De single Workout Stevie, Workout zou gevolgd worden door een gelijknamig album, maar de verkoopcijfers vielen dermate tegen dat Motown besloot het album niet uit te geven. De single bereikte de 33ste plaats in de Amerikaanse hitlijst.
Workout Stevie, Workout stond op verschillende compilatiealbums van Wonder, waaronder Greatest Hits (1968) en Looking Back (1970). In 2005 werd via iTunes de verzameling The Complete Stevie Wonder uitgebracht, met onder meer het gehele album Workout Stevie, Workout.

## Musici
Dit overzicht is mogelijk incompleet; u kunt helpen door het uit te breiden.
- Stevie Wonder – zang, mondharmonica
- Earl Van Dyke – piano op Monkey Talk[2]